# J. Carrol Naish
Joseph Patrick Carrol Naish est un acteur américain né le 21 janvier 1897 à New York et mort le 24 janvier 1973 à La Jolla (Californie).

## Filmographie

### Années 1920
- 1926 : The Open Switch
- 1926 : Au service de la gloire (What Price Glory) de Raoul Walsh (non crédité)

### Années 1930
- 1930 : Cœur et Cambriole (Double Cross Roads) de George E. Middleton et Alfred L. Werker : le guetteur de Dyke / chauffeur
- 1930 : Cheer Up and Smile de Sidney Lanfield : petit rôle
- 1930 : Good Intentions de William K. Howard : Charlie Hattrick
- 1930 : Scotland Yard de William K. Howard : Dr Remur
- 1931 : La Princesse amoureuse (The Royal Bed) de Lowell Sherman : Laker
- 1931 : Gun Smoke (en) d'Edward Sloman : Mink Gordon
- 1931 : The Finger Points de John Francis Dillon : la voix au téléphone
- 1931 : Kick In de Richard Wallace : Sam
- 1931 : Homicide Squad de Edward L. Cahn : Hugo
- 1931 : Surrender de William K. Howard : prisonnier de guerre (non crédité)
- 1931 : Cette nuit ou jamais (Tonight or Never) de Mervyn LeRoy : speaker radio
- 1931 : Pénitencier de femmes (Ladies of the Big House) de Marion Gering : témoin contre Doremus
- 1932 : L'Honorable Monsieur Wong (The Hatchet Man) de William A. Wellman : Sun Yat Ming
- 1932 : La Bête de la cité (The Beast of the City) de Charles Brabin : Pietro Cholo
- 1932 : The Mouthpiece (en) de James Flood et Elliott Nugent : Tony Rocco
- 1932 : The Famous Ferguson Case de Lloyd Bacon : Claude Wright
- 1932 : It's Tough to Be Famous d'Alfred E. Green
- 1932 : Deux Secondes (Two Seconds) de Mervyn LeRoy : Tony
- 1932 : Week-End Marriage de Thornton Freeland : Joe
- 1932 : Crooner de Lloyd Bacon : Nick Meyer
- 1932 : Big City Blues de Mervyn LeRoy : Bootlegger
- 1932 : No Living Witness (en) de E. Mason Hopper : Nick
- 1932 : Le Harpon rouge (Tiger Shark) de Howard Hawks : Tony
- 1932 : Kid d'Espagne (The Kid from Spain) de Leo McCarey : Pedro, père de Rosalile
- 1932 : Afraid to Talk d'Edward L. Cahn : (remplacé par Matt Mc Hugh)
- 1932 : The Conquerors (en) de William Wellman : l'agitateur
- 1932 : Frisco Jenny de William A. Wellman : Ed Harris
- 1933 : Sa femme (No Other Woman) de J. Walter Ruben : Bonelli
- 1933 : The Past of Mary Holmes de Harlan Thompson et Slavko Vorkapich : Gary Kent
- 1933 : Silent Men (en) de D. Ross Lederman : Jack Wilder
- 1933 : Infernal Machine de Marcel Varnel : Bryan
- 1933 : Whirlwind de D. Ross Lederman : Indien
- 1933 : The World Gone Mad (en) de Christy Cabanne : Ramon Salvadore
- 1933 : Le Signal (Central Airport) de William A. Wellman : l'ivrogne dans l'épave
- 1933 : Elmer, the Great de Mervyn LeRoy : Jerry
- 1933 : The Devil's in Love de William Dieterle : Salazar
- 1933 : Arizona to Broadway de James Tinling : Tommy Monk
- 1933 : Notorious but Nice de Richard Thorpe : Joe Charney
- 1933 : The Avenger d'Edwin L. Marin : Hanley
- 1933 : Capturé (Captured!) de Roy Del Ruth : Cpl. Guarand
- 1933 : The Last Trail de James Tinling : John Ross
- 1933 : The Big Chance d'Albert Herman : John Wilson
- 1933 : Ann Vickers de John Cromwell : Dr Sorelle
- 1933 : The Mad Game de Irving Cummings : Chopper Allen
- 1933 : Les Veuves de La Havane (Havana Widows) de Ray Enright : premier chauffeur de taxi
- 1933 : The Mystery Squadron de Colbert Clark : Collins
- 1934 : What's Your Racket? de Fred Guiol : Dick Graves
- 1934 : Sleepers East de Kenneth MacKenna : Carl Izzard
- 1934 : L'Homme de quarante ans (Upperworld) de Roy Del Ruth : Lou Colima
- 1934 : One Is Guilty de Lambert Hillyer : Jack Allan
- 1934 : Murder in Trinidad de Louis King : Duval
- 1934 : The Hell Cat de Albert S. Rogell : Joe Morgan
- 1934 : Return of the Terror (en) de Howard Bretherton : Steve Scola
- 1934 : The Defense Rests de Lambert Hillyer : Ballou
- 1934 : Girl in Danger (en) de D. Ross Lederman : Russo
- 1934 : Agent britannique (British Agent) de Michael Curtiz : Commissaire à la guerre Trotsky
- 1934 : Marie Galante de Henry King : marin français peignant le bateau
- 1934 : The President Vanishes de William Wellman
- 1934 : Hell in the Heavens de John G. Blystone : Sgt. Chevalier
- 1934 : Bachelor of Arts de Louis King : le conférencier radical
- 1935 : Les Trois lanciers du Bengale (The Lives of a Bengal Lancer) de Henry Hathaway : Grand Vizier
- 1935 : Behind the Green Lights (en) de Christy Cabanne : Sam Dover
- 1935 : Black Fury de Michael Curtiz : Steve Croner
- 1935 : Les Nuits de la pampa (Under the Pampas Moon) de James Tinling : Tito
- 1935 : Sixième Édition (Front page woman) de Michael Curtiz : Robert Cardoza
- 1935 : Les Croisades (The Crusades) de Cecil B. DeMille : marchand d'esclaves arabes
- 1935 : Little Big Shot de Michael Curtiz : Bert, l'acolyte de Kell
- 1935 : Agent spécial (Special agent) de William Keighley : Joe Durell
- 1935 : Confidential de Edward L. Cahn : Lefty' Tate
- 1935 : Le Capitaine Blood (Captain Blood) de Michael Curtiz : Cahusac
- 1936 : Robin des Bois d'El Dorado (The Robin Hood of El Dorado) de William A. Wellman : Jack "Trois doigts"
- 1936 : Le Mystère de Mason Park (Two in the Dark) de Benjamin Stoloff : Burt Mansfield
- 1936 : Exclusive Story (en) de George B. Seitz : Comos
- 1936 : The Leathernecks Have Landed (en) d'Howard Bretherton : Drenov
- 1936 : The Return of Jimmy Valentine de Lewis D. Collins : Tony Scapelli
- 1936 : Charlie Chan at the Circus de Harry Lachman : Tom Holt
- 1936 : Moonlight Murder d'Edwin L. Marin : André Bejac
- 1936 : Special Investigator de Louis King : Edward J. 'Eddie' Selton
- 1936 : Absolute Quiet de George B. Seitz : Pedro
- 1936 : Anthony Adverse, marchand d'esclaves (Anthony Adverse) de Mervyn LeRoy : Maj. Doumet
- 1936 : Ramona de Henry King : Juan Can
- 1936 : La Charge de la brigade légère (The Charge of the Light Brigade) de Michael Curtiz : Subahdar-Major Puran Singh
- 1936 : Sous le masque (Crack-Up) de Malcolm St Clair : Operative #77
- 1937 : We Who Are About to Die de Christy Cabanne : Nick Trotti
- 1937 : Song of the City de Errol Taggart : Mario
- 1937 : The Grand Bounce : Hoodlum
- 1937 : Border Cafe de Lew Landers : Rocky Alton
- 1937 : It May Happen to You : Moxie
- 1937 : L'Énigmatique M. Moto (Think Fast, Mr. Moto) de Norman Foster : Adram, shopkeeper
- 1937 : Hideaway de Richard Rosson : Mike Clarke aka John Knox
- 1937 : Sea Racketeers de Hamilton MacFadden : Harry Durant
- 1937 : Bulldog Drummond Comes Back de Louis King : Mikhail Valdin
- 1937 : Thunder Trail (en) de Charles Barton : Rafael Lopez
- 1937 : Night Club Scandal de Ralph Murphy : Jack Reed (gangster)
- 1937 : La Fille de Shangaï (Daughter of Shanghai) de Robert Florey : Frank Barden
- 1938 : Tip-Off Girls de Louis King : Joseph Valkus
- 1938 : Toura, déesse de la Jungle (Her Jungle Love) de George Archainbaud : Kuasa
- 1938 : Hunted Men de Louis King : Henry Rice
- 1938 : Prison Farm de Louis King : Senior Guard Noel Haskins
- 1938 : Bulldog Drummond in Africa de Louis King : Richard Lane
- 1938 : L'Évadé d'Alcatraz (King of Alcatraz) de Robert Florey : Steve Murkil
- 1938 : Reykjavik - Rotterdam (Illegal Traffic) de Louis King : Lewis Zomar
- 1939 : Persons in Hiding de Louis King : Freddie 'Gunner' Martin
- 1939 : Le Roi de Chinatown (King of Chinatown) de Nick Grinde : Professor
- 1939 : Hotel Imperial (en) de Robert Florey : Kuprin
- 1939 : Undercover Doctor de Louis King : Dr Bartley Morgan
- 1939 : Beau Geste de William A. Wellman : Rasinoff
- 1939 : Island of Lost Men de Kurt Neumann : Gregory Prin

### Années 1940
- 1940 : Typhon (Typhoon) : Mekaike
- 1940 : Les Bas-fonds de Chicago (Queen of the Mob) de James Patrick Hogan : George Frost
- 1940 : Le Gant d'or (Golden Gloves) d'Edward Dmytryk : Joe Taggerty
- 1940 : Sous le ciel d'Argentine (Down Argentine Way) : Casiano
- 1940 : A Night at Earl Carroll's : Steve Kalkus
- 1941 : Mr. Dynamite : Professor
- 1941 : Une nuit à Rio (That Night in Rio) : Machado
- 1941 : Arènes sanglantes (Blood and Sand) : Garabato
- 1941 : Accent on Love : Manuel Lombroso
- 1941 : Forced Landing (en) de Gordon Wiles : Andros Banshek
- 1941 : Birth of the Blues : Blackie
- 1941 : Vendetta (The Corsican Brothers) de Gregory Ratoff : Lorenzo
- 1942 : A Gentleman at Heart : Gigi
- 1942 : Sunday Punch : Matt Bassler
- 1942 : Le Mystérieux Docteur Broadway (Dr Broadway) d'Anthony Mann : Jack Venner
- 1942 : Jackass Mail : Signor Michel O'Sullivan
- 1942 : The Pied Piper : Aristide Rougeron
- 1942 : Six Destins (Tales of Manhattan) : Costello
- 1942 : The Man in the Trunk : Reginald DeWinters
- 1942 : Dr. Renault's Secret : Noel
- 1943 : Harrigan's Kid : Jed Jerrett
- 1943 : Batman : Dr Tito Daka aka Prince Daka
- 1943 : Good Morning, Judge de Jean Yarbrough : Andre
- 1943 : Face au soleil levant (Behind the Rising Sun) d'Edward Dmytryk : Reo Seki
- 1943 : Sahara de Zoltan Korda : Giuseppe
- 1943 : Le Docteur de la mort (Calling Dr. Death) de Reginald Le Borg : Inspecteur Gregg
- 1943 : 'Gung Ho!': The Story of Carlson's Makin Island Raiders : Lieutenant C.J. Cristoforos
- 1944 : Une voix dans la tempête (Voice in the Wind) d'Arthur Ripley : Luigi
- 1944 : Two-Man Submarine (en) de Lew Landers : Dr Augustus Hadley
- 1944 : The Whistler : The Killer
- 1944 : Le Créateur de monstres (en) (The Monster Maker) de Sam Newfield : Dr Igor Markoff
- 1944 : L'Atavisme qui tue (Jungle Woman) de Reginald Le Borg : Dr Fletcher
- 1944 : Waterfront : Dr Carl Decker
- 1944 : Les Fils du dragon (Dragon Seed) de Jack Conway et Harold S. Bucquet : Japanese Kitchen Overseer
- 1944 : Enter Arsene Lupin : Ganimard
- 1944 : La Maison de Frankenstein (House of Frankenstein) : Daniel
- 1945 : Getting Gertie's Garter : Charles, the Butler
- 1945 : A Medal for Benny : Charley Martin
- 1945 : L'Homme du Sud (The Southerner) : Devers
- 1945 : Strange Confession : Roger Graham
- 1945 : Star in the Night : Nick Catapoli
- 1946 : L'Ange et le bandit (Bad Bascomb) : Bart Yancy
- 1946 : La Bête aux cinq doigts (The Beast with Five Fingers) : Commissario Ovidio Castanio
- 1946 : Humoresque : Rudy Boray
- 1947 : Carnival in Costa Rica : Rica Molina
- 1947 : Dieu est mort (The Fugitive) : A Police Informer
- 1948 : Jeanne d'Arc (Joan of Arc) : John, Count of Luxembourg (Joan's captor)
- 1948 : Le Brigand amoureux (The Kissing Bandit), de László Benedek : Chico
- 1949 : Canadian Pacific : Dynamite Dawson
- 1949 : That Midnight Kiss : Papa Donnetti

### Années 1950
- 1950 : La Main noire (Black Hand) : Louis Lorelli
- 1950 : J'ai trois amours (Please Believe Me) : Lucky Reilly
- 1950 : Annie, la reine du cirque (Annie Get Your Gun) : Chief Sitting Bull
- 1950 : Le Chant de la Louisiane (The Toast of New Orleans) : Nicky Duvalle
- 1950 : Rio Grande : Lt. Gen. Philip Sheridan
- 1951 : Le Signe des renégats (Mark of the Renegade) : Luis
- 1951 : Au-delà du Missouri (Across the Wide Missouri) : Looking Glass (Nez Perce chief)
- 1951 : Bannerline : Frankie Scarbine
- 1952 : Les Rivaux du rail (Denver and Rio Grande) : Gil Harkness
- 1952 : Le démon s'éveille la nuit (Clash by Night) : Uncle Vince
- 1952 : Woman of the North Country (en) : John Mulholland
- 1952 : Capturez cet homme ! (en) (Ride the Man Down) : Sheriff Joe Kneen
- 1952 : The Story of Will Rogers de Michael Curtiz
- 1953 : Fighter Attack : Bruno
- 1953 : Tempête sous la mer (Beneath the 12-Mile Reef) : Socrates(Soc)
- 1954 : La Brigade héroïque (Saskatchewan) : Batouche
- 1954 : Sitting Bull : Sitting Bull
- 1955 : Man on a Bus
- 1955 : New York confidentiel (New York Confidential) de Russell Rouse : Ben Dagajanian
- 1955 : La Fille de l'amiral (Hit the Deck) : Mr. Peroni
- 1955 : Les Rôdeurs de l'aube (Rage at Dawn) : Sim Reno
- 1955 : Les Inconnus dans la ville (Violent Saturday) : Chapman, Bank Robber
- 1955 : Quand le clairon sonnera (The Last Command) : General Antonio Lopez de Santa Ana
- 1955 : Desert Sands : Sgt. Diepel
- 1956 : Rebel in Town : Bedloe Mason
- 1956 : Yaqui Drums : Yacqi Jack
- 1957 : This Could Be the Night : Leon
- 1957 : The Young Don't Cry : Plug

#### À la télévision
- 1952 : Life with Luigi (série) : Luigi Basco (1952)
- 1957 : The New Adventures of Charlie Chan (série) : Charlie Chan
- 1958-1959 : Au nom de la loi (Wanted Dead or Alive) (série) Saison 1 épisode 12 : Miguel Ramierez
- 1959 : Les Incorruptibles (série),  La Loi de la Mafia

### Années 1960
- 1960 : Guestward Ho! (série TV) : Chief Hawkeye
- 1961 : Force of Impulse : Antonio Marino
- 1964 : Le Prix d'un meurtre (The Hanged Man) de Don Siegel (téléfilm) : Oncle Picaud

### Années 1970
- 1970 : Cutter's Trail (TV) : Froteras
- 1971 : Dracula contre Frankenstein (Dracula vs. Frankenstein) d'Al Adamson : Dr Frankenstein, aka Dr Duryea

## Distinction
- Golden Globes 1946 : Golden Globe du meilleur acteur dans un second rôle pour  A Medal for Benny